# Cauchy (cràter)

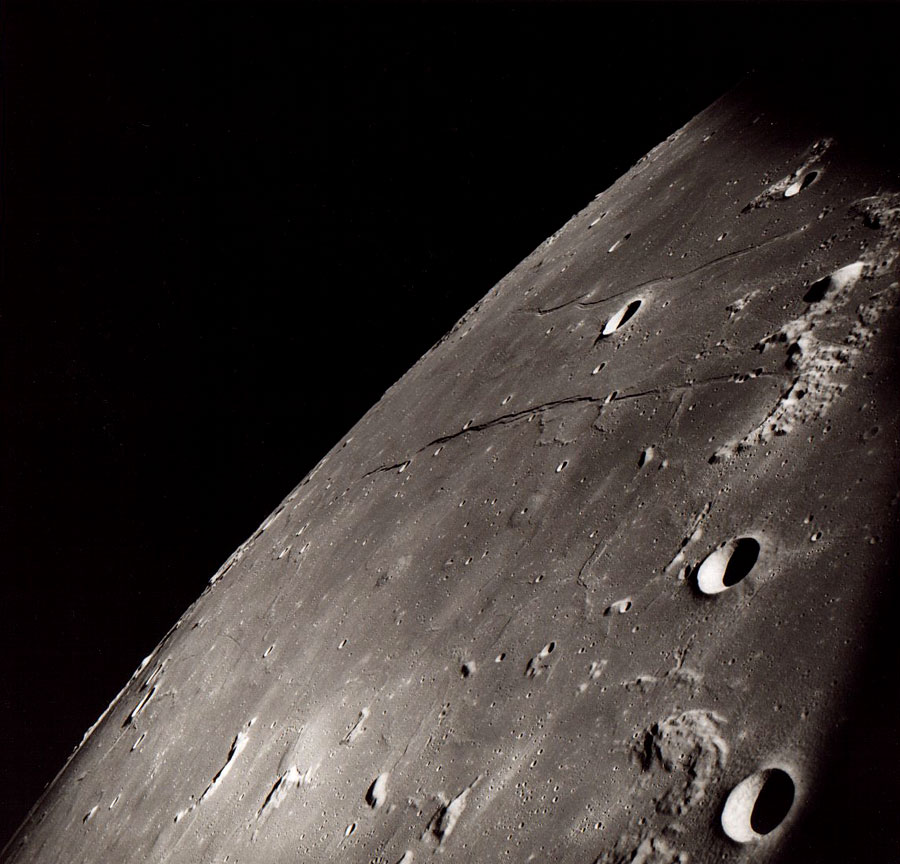
Fotografia de la missió Apollo 8

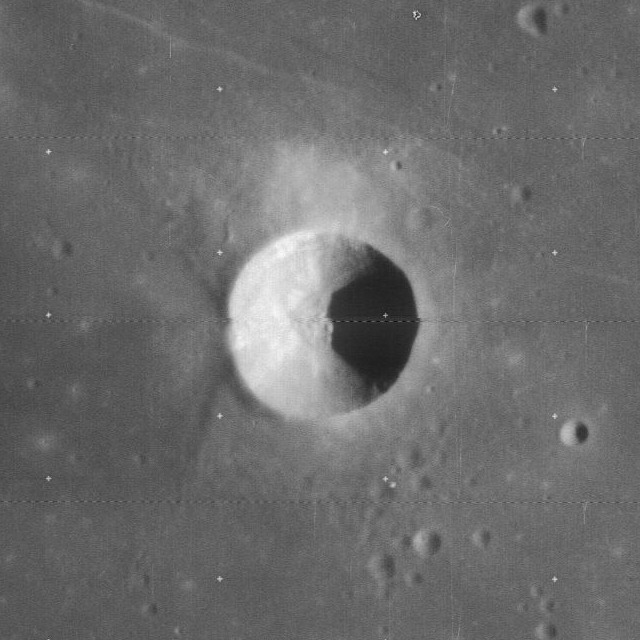
Fotografia de la missió Lunar Orbiter 4 (1967)

Cauchy és un petit cràter d'impacte lunar situat a la Mare Tranquillitatis oriental. És circular i simètric, amb una petita plataforma interior en el punt central de les parets internes inclinades. A causa de l'alt albedo d'aquesta formació amb aspecte de cove, destaca particularment amb la Lluna plena. Just al nord-est de la vora d'aquest cràter apareix l'àmplia Rima Cauchy, una esquerda de 167 quilòmetres de longitud que segueix una línia cap al nord-oest.
|  |  |

Al sud-oest de Cauchy hi ha una falla de gairebé 170 km anomenada Rupes Cauchy. Aquesta paret és paral·lela a la Rima Cauchy, situada al nord-est. Al sud de Rupes Cauchy hi ha dos doms lunars denominats Cauchy Omega (ω) i Cauchy Tau (τ). S'hi troben al sud i al sud-oest de Cauchy, respectivament. El primer d'ells té un orifici en el seu cim (cràter Donna), de possible origen volcànic.

## Cràters satèl·lit
Per convenció aquests elements són identificats en els mapes lunars posant la lletra en el costat del punt central del cràter que està més prop de Cauchy.
|        | \| Cauchy \| Coordenades \| Diàmetre \| \| ------ \| ------------------------------------ \| -------- \| \| A \| 12° 06′ N, 37° 54′ E / 12.1°N,37.9°E \| 8 km \| \| B \| 9° 48′ N, 35° 48′ E / 9.8°N,35.8°E \| 6 km \| \| C \| 8° 12′ N, 38° 54′ E / 8.2°N,38.9°E \| 4 km \| \| D \| 10° 00′ N, 40° 18′ E / 10.0°N,40.3°E \| 9 km \| \| E \| 8° 54′ N, 38° 36′ E / 8.9°N,38.6°E \| 4 km \| \| F \| 9° 36′ N, 36° 48′ E / 9.6°N,36.8°E \| 4 km \| \| M \| 7° 36′ N, 35° 06′ E / 7.6°N,35.1°E \| 5 km \| \| U \| 8° 48′ N, 42° 18′ E / 8.8°N,42.3°E \| 5 km \| \| V \| 9° 00′ N, 41° 30′ E / 9.0°N,41.5°E \| 5 km \| \| W \| 10° 36′ N, 41° 36′ E / 10.6°N,41.6°E \| 4 km \| |          |
| Cauchy | Coordenades | Diàmetre |
| A      | 12° 06′ N, 37° 54′ E / 12.1°N,37.9°E | 8 km     |
| B      | 9° 48′ N, 35° 48′ E / 9.8°N,35.8°E | 6 km     |
| C      | 8° 12′ N, 38° 54′ E / 8.2°N,38.9°E | 4 km     |
| D      | 10° 00′ N, 40° 18′ E / 10.0°N,40.3°E | 9 km     |
| E      | 8° 54′ N, 38° 36′ E / 8.9°N,38.6°E | 4 km     |
| F      | 9° 36′ N, 36° 48′ E / 9.6°N,36.8°E | 4 km     |
| M      | 7° 36′ N, 35° 06′ E / 7.6°N,35.1°E | 5 km     |
| U      | 8° 48′ N, 42° 18′ E / 8.8°N,42.3°E | 5 km     |
| V      | 9° 00′ N, 41° 30′ E / 9.0°N,41.5°E | 5 km     |
| W      | 10° 36′ N, 41° 36′ E / 10.6°N,41.6°E | 4 km     |

## Altres referències
- (WGPSN), IAU Working Group for Planetary System Nomenclature. «Gazetteer of Planetary Nomenclature. 1:1 Million-Scale Maps of the Moon» (en anglès).  UAI / USGS, 13-02-2013. [Consulta: 6 abril 2016].
- Andersson, L. E.; Whitaker, E. A.,. NASA Catalogue of Lunar Nomenclature (en anglès).  NASA RP-1097, 1982.
- Blue, Jennifer. «Gazetteer of Planetary Nomenclature» (en anglès).  USGS, 25-07-2007. [Consulta: 2 gener 2012].
- Bussey, B.; Spudis, P.. The Clementine Atlas of the Moon (en anglès).  Nueva York: Cambridge University Press, 2004. ISBN 0-521-81528-2.
- Cocks, Elijah E.; Cocks, Josiah C.. Who's Who on the Moon: A Biographical Dictionary of Lunar Nomenclature (en anglès).  Tudor Publishers, 1995. ISBN 0-936389-27-3.
- McDowell, Jonathan. «Lunar Nomenclature» (en anglès).   Jonathan's Space Report, 15-07-2007. [Consulta: 2 gener 2012].
- Menzel, D. H.; Minnaert, M.; Levin, B.; Dollfus, A.; Bell, B. «Report on Lunar Nomenclature by The Working Group of Commission 17 of the IAU» (en anglès). Space Science Reviews, 12, 1971, pàg. 136.
- Moore, Patrick. On the Moon (en anglès).  Sterling Publishing Co, 2001. ISBN 0-304-35469-4.
- Price, Fred W. The Moon Observer's Handbook (en anglès).  Cambridge University Press, 1988. ISBN 0521335000.
- Rükl, Antonín. Atlas of the Moon (en anglès).  Kalmbach Books, 1990. ISBN 0-913135-17-8.
- Webb, Rev. T. W.. Celestial Objects for Common Telescopes, 6ª edición revisada (en anglès).  Dover, 1962. ISBN 0-486-20917-2.
- Whitaker, Ewen A. Mapping and Naming the Moon (en anglès).  Cambridge University Press, 2003. 978-0-521-54414-6.
- Wlasuk, Peter T. Observing the Moon (en anglès).  Springer, 2000. ISBN 1-85233-193-3.